# 会宁州 (元朝)
会宁州，中国元朝时设置的州。
元顺帝至正十二年（1352年）改会州置会宁州，隶属于陕西行省巩昌等处都总帅府，不辖县。治所在会宁县（今甘肃省会宁县）。辖境相当今甘肃省会宁县等地。明太祖洪武二年（1369年）会宁州改属巩昌府，洪武十年（1377年）明朝降会宁州为会宁县。